# Fotolia
Fotolia es un banco de imágenes libres de derechos donde se pueden comprar, vender y compartir fotografías, vectores y vídeos. La empresa fue creada en noviembre de 2004 por Oleg Tscheltzoff (Presidente y fundador) y por Thibaud Elziere (CEO y fundador) y la versión beta de su página web fue lanzada durante la primavera de 2005. En agosto de 2006 su ranking Alexa era de 3761 con 130.000 usuarios y 1.1 millones de imágenes. En marzo de 2010 Fotolia tiene un ranking Alexa de 508 y anuncia 1.7 millones de usuarios y más de 8,4 millones de contenidos. Fotolia propone sus servicios en 11 idiomas.

## Presentación
Fotolia se inscribe dentro de la corriente de los bancos de imágenes “microstock” que en unos pocos años han conquistado buena parte del mercado de la imagen haciendo mucha competencia a agencias tradicionales como Getty Images o Corbis. Aparte de Fotolia, los bancos de imágenes “microstock” más famosos son Istockphoto y Shutterstock. 
Frente a sus competentes, Fotolia se distingue por su mayor apertura internacional. Está presente en 14 países (España, EE. UU., Reino Unido, Francia, Alemania, Portugal, Polonia, Italia, Canadá, Japón, China, Brasil, Turquía y Rusia) y propone su página web y atención al cliente en 11 idiomas (castellano, inglés, francés, alemán, italiano, portugués, chino, japonés, ruso, polaco y turco).

## Estrategia
Fotolia como los demás bancos de imágenes “microstock” tiene una estrategia basada sobre el volumen. Venden cada imagen a unos euros, pero en grandes cantidades y sin exclusividad. Los autores rentabilizan sus trabajos con los grandes volúmenes de imágenes que venden, los mejores fotógrafos del mercado “microstock” venden centenas de miles de imágenes.
Del lado de los compradores, la evolución del mercado de la imagen permite ahorros importantes de dinero y de tiempo. El uso de internet y la posibilidad de descargar archivos digitales en cualquier momento constituye una evolución muy útil para agencias de publicidad, grupos editoriales o empresas de marketing. La aparición de la licencias de uso “libres de derechos” permite evitar variaciones de precio según las cantidades o las condiciones de exposición de las imágenes. Así, empresas que no podían comprar imágenes o que se limitaban en el antiguo modelo pueden ahora comprar imágenes profesionales en el mercado “microstock”.